# Alfalipoproteina
Alfalipoproteína es una Lipoproteína en que el colesterol es transportado (HDL o high density lipoproteins), a la par que la betalipoproteína (LDL o low density lipoproteins), desde los órganos productores hacia los tejidos que lo requieren con retorno a su origen. Estos órganos productores son la sede del catabolismo y de la eliminación del colesterol en forma de ácidos biliares y esteroles neutros.